# Guelwaar (film)
Pour plus de détails, voir Fiche technique et Distribution.
Guelwaar est un film franco-sénégalais réalisé par Ousmane Sembène, sorti en 1992 et tourné au Sénégal. Ce long-métrage a fait l’objet d’une adaptation romanesque de la part de son auteur en 1996.

## Synopsis
Le corps d'un responsable catholique nommé Guelwaar, tué après un discours condamnant l'aide internationale, a été enterré par erreur dans un cimetière musulman. Il était un défenseur redoutable de l'auto-détermination, ce qui n'arrange pas les autorités coloniales.  Pour ne pas perdre la face, la famille refuse de rendre le corps. À la suite de l'erreur administrative, la famille de Guelwaar effectue ses funérailles avec un cercueil vide. Les communautés catholique et musulmane se retrouvent alors dans une situation hostile qui engendre des souvenirs de ce fameux leader.  Sa famille est composée de sa femme et de ses trois enfants : Aloïs, le fils handicapé, Véronique, la prostituée, et Barthélémy, un émigré revenant de la France.

## Fiche technique
- Réalisateur : Ousmane Sembène[5]
- Genre : Drame
- Format : 35mm
- Pays : Sénégal
- Durée : 115 minutes[6]
- Langues : wolof, français
- Sous-titres : français
- Image : Dominique Gentil
- Scénario : Ousmane Sembène
- Son : Ndiouga Moctar Ba
- Montage : Marie-Aimée Debril
- Musique originale : Baaba Maal, Julien Jouga (chorale)[7]
- Production : Doomirew, Galatée Films, FR3 Cinéma
- Producteurs : Jacques Perrin, Ousmane Sembène
- Directeur de production : Philippe Gautier
- Directeur de la photographie : Dominique Gentil
- Costumière : Oumou Sy
- Année de production : 1991
- Dates de sortie : 
  - Italie : 2 septembre 1992 (Festival du film de Venise)
  - États-Unis : 28 juillet 1993 (New York)
  - France : 24 novembre 1993

## Distribution
- Thierno Ndiaye "Doss" : Pierre Henry Thioune, alias Guelwaar[7]
- Oumar Seck : Adjudant-chef Major Gora
- Abou Camara : Imam Biram
- Marie Augustine Diatta : Sophie Thioune
- Mame Ndoumbé Diop : Nogoy Marie Thioune
- Moustapha Diop : Aloïs Thioune
- Ndiawar Diop : Barthélemy Thioune
- Lamine Mané : Dibocor
- Samba Wane : Gòr Mak
- Papa Momar Mbaye : Gaston
- Myriam Niang : Hélène
- Joseph Baloma Sané : Abbé Léon
- Coly Mbaye : Alfred
- Isseu Niang : Véronique
- Omar Gueye : Baye Ali
- Abou Camara : Imam Biram
- El Hadj Ndiaye
- Sadara Mbaye
- Babacar Mbaye
- Cheikh Diongue
- Aley Niang
- Bollé Mbaye

## Production & Distribution
La production du long métrage est assurée par plusieurs maisons de production de plusieurs pays,.
- Filmi Doomireew : Sénégal (Ousmane Sembène)
- Galatée Films : France (Jacques Perrin)
- France 3 Cinéma : France
- New Yorker Films : USA
- WestDeutscher Rundfunk (W.D.R.) : Allemagne
- Channel 4 International : Royaume Uni

Le film est distribué par Filmi Doomireew et New Yorker Films. En outre, il y a Médiathèque des Trois Mondes (M3M) et Lampe Fall Productions.